# 博多駅テレビフィルム提出命令事件
博多駅テレビフィルム提出命令事件（はかたえきテレビフィルムていしゅつめいれいじけん）とは、報道の自由・取材の自由に関する日本の裁判である。博多駅フィルム事件、博多駅テレビフィルム事件とも呼ばれる。

## 概要
福岡地方裁判所がテレビジョン放送局に命じたフィルム提出を巡って争われ、表現の自由などをうたう日本国憲法第21条に照らした合憲性などが問われた。
最高裁判所は、局側の訴えを認めずに特別抗告を棄却。報道の自由は表現の自由を規定した憲法21条の保障のもとにあるが、取材の自由は憲法の精神に照らして「十分尊重に値いするもの」にとどまることが判示された。一方で、取材フイルムに対する提出命令が許容されるか否かは、諸般の事情を比較衡量して決せられるべきであり、報道機関の不利益が必要な限度をこえないように配慮されなければならないとされた。

## 経緯
1968年（昭和43年）1月16日早朝、原子力空母エンタープライズの佐世保寄港阻止闘争に参加する途中、博多駅に下車した全学連学生に対し、待機していた機動隊、鉄道公安職員は駅構内から排除するとともに、検問と所持品検査を行った（この事件そのものが「博多駅事件」と呼ばれる）。警察の検問と所持品検査に抵抗した学生4人が公務執行妨害罪で逮捕され、内1人が起訴されたが、福岡地裁は1969年（昭和44年）4月11日に「警察の過剰警備」などを理由に無罪判決を出し、福岡高等裁判所においても1970年（昭和45年）10月30日に一審判決が支持され、無罪が確定した。
日本社会党と憲法擁護国民連合（護憲連合）は、この際、福岡県警本部長らが特別公務員暴行陵虐罪・職権濫用罪（刑法195・194条違反）にあたる行為があったとして告発したが、地検は不起訴処分とした。これに対し護憲連合などは付審判請求を行った。
この裁判において福岡地裁は、地元福岡のテレビ局4社（NHK福岡放送局・RKB毎日放送・九州朝日放送・テレビ西日本、以下「放送4社」）に対し、事件当日のフィルムの任意提出を求めたが拒否されたため、刑事訴訟法第99条2項に基づくフィルムの提出命令を出した。
この命令に対して放送4社は、「憲法第21条に違反」「必要性に関する判断、考量を誤つた違法がある」として通常抗告を行った。
福岡高裁は1969年（昭和44年）9月20日、前者について、押収受認義務は公共の福祉のため必要な制度であるから、「たとえそのため報道機関に対しその取材した物の提出を強制しうることにより取材の自由が妨げられ、更には報道の自由に障害をもたらす結果を生ずる場合があつても、それは右自由が公共の福祉により制約を受ける已むを得ない結果というべく、憲法21条の保障する表現の自由を侵すものとはいわれない」とした。
また後者については、フィルムは既に放映済のものもあり、さらに「外部に発表されないという相手方との強い信頼関係の基盤に立つて取材されたものとは認め難く」、またこれを報道して一般に公開することを予定されたものといい得ることなどから、裁判の証拠に供されたとしても、それは「態様を異にした公開」とも目しうるもので、取材源の開示に比べれば報道機関の蒙る不利益は軽微であるから、「報道機関の立場も慎重考慮したうえ、かかる措置は他に求むべき適切な証拠もないため万已むを得ない最後の手段として採らるべきことが望ましい」としながらも、「叙上縷述の各種事情を彼此考察すれば、原裁判所が本件フイルムの提出命令を発したことはまことに已むを得ない措置として相当というべく、必要性の判断を誤つたものとはいわれない」として、抗告棄却を決定した。
放送4社はこれに対し、「提出命令が適法とされ、報道機関がこれに応ずる義務があるとされれば、国民の報道機関に対する信頼は失われてその協力は得られず、その結果、真実を報道する自由は妨げられ、ひいては、国民がその主権を行使するに際しての判断資料は不十分なものとなり、表現の自由と表裏一体をなす国民の『知る権利』に不当な影響をもたらす」として違憲を主張し、最高裁判所に特別抗告を行った。

## 最高裁判示
最高裁は昭和44年11月26日、「報道機関の報道は、民主主義社会において、国民が国政に関与するにつき、重要な判断の資料を提供し、国民の『知る権利』に奉仕するものである。したがつて、思想の表明の自由とならんで、事実の報道の自由は、表現の自由を規定した憲法21条の保障のもとにあることはいうまでもない」「また、このような報道機関の報道が正しい内容をもつためには、報道の自由とともに、報道のための取材の自由も、憲法21条の精神に照らし、十分尊重に値いするものといわなければならない」との判断を示した。これはすなわち、取材の自由は憲法上の一定の考慮ないし配慮はされるものの、報道の自由と異なり、憲法上の保障を直接に享受するものではないと解釈される。 
また、今回提出命令の対象とされたのは、すでに放映されたフィルムを含む放映のために準備された取材フィルムであり、その提出を命ずることはフィルムの取材活動そのものとは直接関係がなく、提出により報道機関の将来における取材活動の自由を妨げることになるおそれがないわけではないことを踏まえても「取材の自由といつても、もとより何らの制約を受けないものではなく、たとえば公正な裁判の実現というような憲法上の要請があるときは、ある程度の制約を受けることのあることも否定することができない」とされた。 
このように「報道機関の取材の自由が妨げられる程度およびこれが報道の自由に及ぼす影響の度合その他諸般の事情を比較衡量して決せられるべきであり、これを刑事裁判の証拠として使用することがやむを得ないと認められる場合においても、それによつて受ける報道機関の不利益が必要な限度をこえないように配慮されなければならない」が、当時の事件現場を中立的な立場から撮影した報道機関フィルムは「証拠上きわめて重要な価値を有し、被疑者らの罪責の有無を判定するうえに、ほとんど必須のものと認められる状況にある」ものであり、「諸点その他各般の事情をあわせ考慮するときは、本件フイルムを付審判請求事件の証拠として使用するために（福岡地裁が）本件提出命令を発したことは、まことにやむを得ないものがあると認められるのである」「本件フイルムの提出命令は、憲法21条に違反するものでないことはもちろん、その趣旨に牴触するものでもない」として、放送4社の特別抗告を棄却した。 

## 評価・解釈
フィルムの証拠としての重要性や取材に与える影響を検討して、比較衡量によって結論を導いたとされる。

## その後
福岡地裁は、最高裁判決を受けて再度提出を求めたが放送4社が拒否を繰り返すため、1970年3月4日に捜索・差し押さえ令状を出してフィルムを押収した。押収したフィルムは、ほとんどが放送後のものであった。これに対し放送4社ほか各報道機関は強く反発し、日本新聞協会も「司法権によって、このような措置が繰り返されるとすれば、民主主義社会の基礎である報道、取材の自由に重大な脅威を与えるものである」との声明を出した。
付審判請求の審理については、1970年8月25日に福岡地裁が「テレビフィルムの押収は被害者と加害者を特定し、大きく食い違う双方の証言にどちらがより信用できるかの心証をつかむためにあえて行った。この証言の信用性についてフィルムが大いに役立ち、学生の証言の方が信用できるということになった」と押収したテレビフィルムを評価した上で「警備にあたった警察官が少なくとも28人に対して特別公務員暴行陵虐をした点、また少なくとも18人に対して強制的な所持品検査をした職権濫用をした点が認められる。しかし、被疑者らにその加害実行者または共犯者としての責任を負わせるだけの証拠を発見することができなかった」として棄却した。請求人側は福岡高裁へ抗告したが、1970年11月25日に棄却した。
裁判上の全ての決着がついた後の1970年12月8日に福岡地裁はコピーをとった上でテレビフィルムを放送4社にそれぞれ返還したが、さらにコピーについても同月10日に焼却処分することが決定・連絡された。